# Colom verdós de Sumatra
El colom verdós de Sumatra (Treron oxyurus) és una espècie d'ocell de la família dels colúmbids (Columbidae) que habita els boscos de les muntanyes de Sumatra i zona occidental de Java.